# Stazione di Finale Ligure Marina
Stazione di Finale Ligure Marina vasútállomás Olaszországban, Finale Ligure településen.

## Vasútvonalak
Az állomást az alábbi vasútvonalak érintik:
- Genova–Ventimiglia-vasútvonal

## Kapcsolódó állomások
A vasútállomáshoz az alábbi állomások vannak a legközelebb:
- Stazione di Borgio Verezzi
- Stazione di Spotorno-Noli
- Finalpia Santuario railway halt